# لئونید گوفوروف
لئونید گوفوروف (روسی: Леони́д Алекса́ндрович Го́воров؛ ۲۲ فوریهٔ ۱۸۹۷ – ۱۹ مارس ۱۹۵۵) فرد نظامی اهل امپراتوری روسیه بود.
وی همچنین برندهٔ جوایزی همچون لژیون دونور (افسر بزرگ)، نشان لنین، درجه پرچم سرخ، قهرمان اتحاد شوروی، نشان پیروزی، لژیون افتخار، مدال دفاع از لنینگراد، و مدال دفاع از مسکو شده‌است.